# أوتيس كليمر
أوتيس كليمر (بالإنجليزية: Otis Clymer) هو لاعب كرة قاعدة أمريكي، ولد في 27 يناير 1876 في Pine Grove, Schuylkill County, Pennsylvania ‏ في الولايات المتحدة، وتوفي في 27 فبراير 1926 في سانت بول في الولايات المتحدة.

## وصلات خارجية
- أوتيس كليمر على موقعبيزبول رفرنس.كوم (الدوري الرئيسي) (الإنجليزية)
- أوتيس كليمر على موقعبيزبول رفرنس.كوم (الدوري الثانوي) (الإنجليزية)